# Inioteuthis
Inioteuthis is een inktvissengeslacht uit de familie van de Sepiolidae.

## Soorten
- Inioteuthis japonica (Tilesius [in Férussac & d'Orbigny], 1845)
- Inioteuthis maculosa Goodrich, 1896

### Synoniemen
- Inioteuthis capensis Voss, 1962 => Rondeletiola capensis (Voss, 1962)
- Inioteuthis morsei Verrill, 1881 => Euprymna morsei (Verrill, 1881)
- Inioteuthis tasmanica (Pfeffer, 1884) => Euprymna tasmanica (Pfeffer, 1884)